# Ganglion lymphatique
Pour les articles homonymes, voir ganglion et nœud.
Les ganglions lymphatiques (dits « lymphonœuds » ou encore « nœuds lymphatiques » dans la nomenclature internationale, traduction du latin nodi lymphatici) sont des petits amas réniformes dont la taille varie de l'un à l'autre. On en dénombre chez l'humain environ 800, pour une masse totale de 500 à 800 g.
Ils sont le lieu de prolifération et de différenciation des cellules immunitaires. Le premier rôle des vaisseaux lymphatiques est d’amener un antigène (dans la grande majorité des cas issu d’un pathogène) du tissu jusqu’aux ganglions, afin d’activer la réponse immunitaire spécifique des lymphocytes T et B.

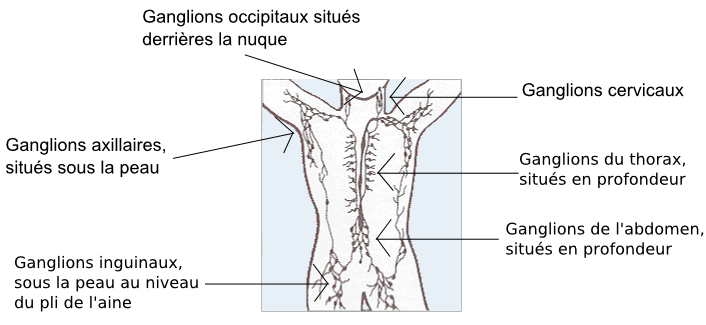
Localisation des groupes ganglionnaires.

## Localisation
Les ganglions lymphatiques sont situés le long du réseau lymphatique, regroupés en certains points « stratégiques » :
- les réseaux profonds : au niveau de l’abdomen, du thorax, du cou, etc. ;
- les réseaux superficiels : aux niveaux inguinal, axillaire, occipital, cervical, etc.

Les ganglions font partie du tissu lymphoïde ; tissu important, structuré en réseau complexe et d'apparence morcelé en ce qui concerne les ganglions.

## Description

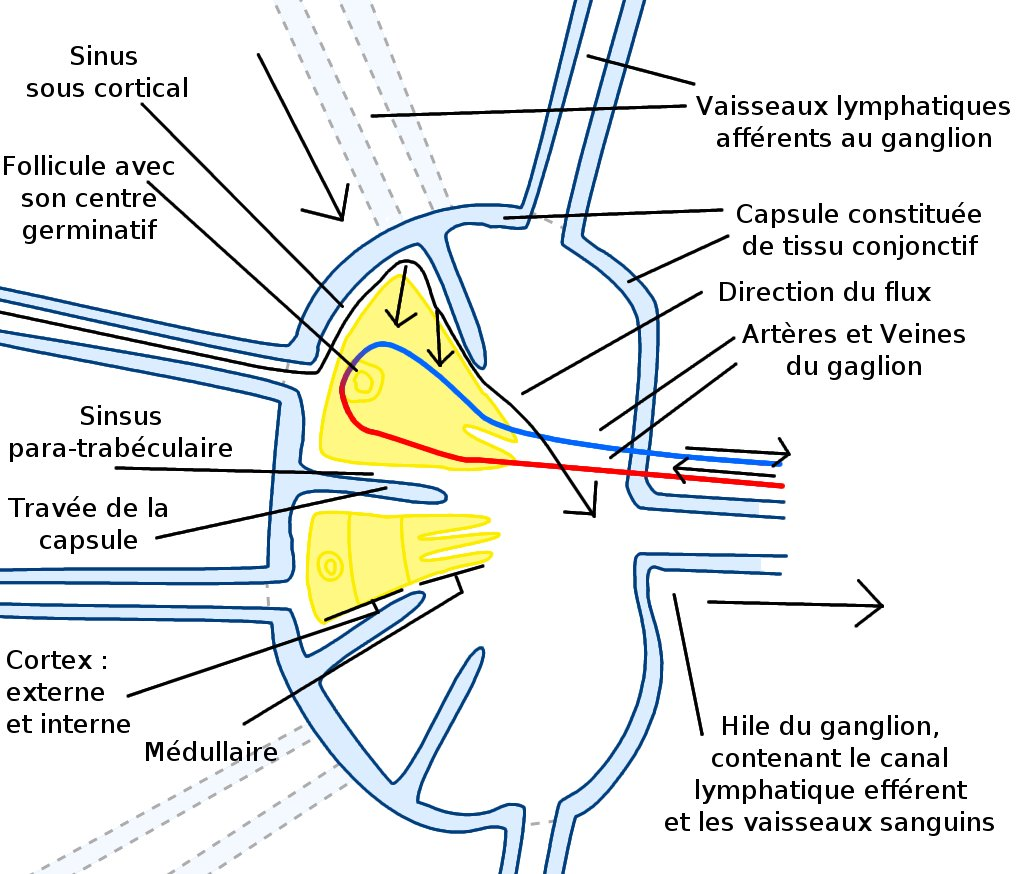
Coupe d’un ganglion lymphatique.

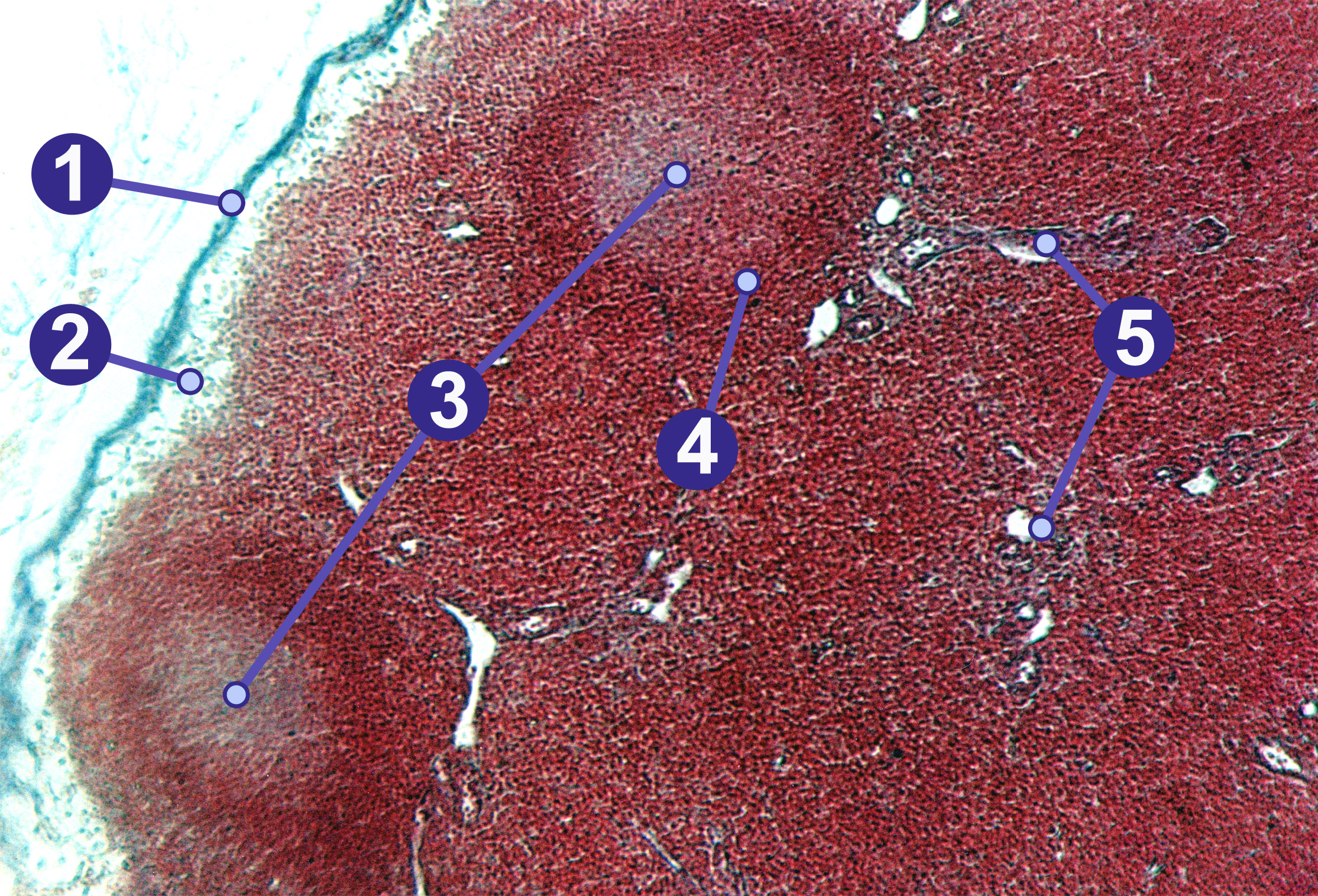
Préparation histologique d'un ganglion lymphatique montrant : (1) capsule, (2) sinus sous capsulaire (3) centre germinatif (4) nodule lymphoïde (5) trabécules.

Chacun des ganglions mesure normalement moins d’un centimètre chez l’humain, sauf en cas d’adénopathie.
Les ganglions ont une structure plus ou moins globuleuse, et ils se décomposent en plusieurs zones (de la périphérie vers le centre) :
- le sinus capsulaire, qui permet l’arrivée des antigènes par les vaisseaux lymphatiques et sanguins afférents ;
- le cortex du ganglion, lieu de prolifération et de différenciation des lymphocytes B (qui y sont regroupées en amas nommés follicules, responsables du grossissement des ganglions en cas de stimulation antigénique) ;
- le paracortex, qui abrite les lymphocytes T et les cellules dendritiques ;
- le hile, au niveau duquel il y a autant de lymphocytes B que de lymphocytes T, et par lequel sort le vaisseau lymphatique efférent.

Globalement, un ganglion lymphatique se divise en trois compartiments fonctionnels :
- un compartiment sinusal (ce sont les espaces de circulation propre à la lymphe) ;
- un compartiment sanguin (qui permet de déplacer rapidement un maximum de cellules lymphoïdes de ganglion à ganglion ou de ganglion vers les tissus) ;
- un compartiment parenchymateux (constitué de l’ensemble des cellules lymphoïdes).

## Fonctions
Les ganglions lymphatiques ont pour fonction la production des acteurs du système immunitaire : production d’anticorps, de cellules effectrices (douées de phagocytose) et de cellules mémoires.

## Pathologies
Les lymphonœuds (ganglions lymphatiques) prennent le nom d'adénome s'ils sont hypertrophiques (palpables, de taille supra-centimétrique) et on parle d'adénopathie pour décrire une augmentation de taille pathologique.
Les principales maladies pouvant être diagnostiquées via la présence d'adénopathies (par ordre de fréquence) :
- maladies infectieuses avec présence d'adénome au niveau des lymphocentres (lieux regroupant plusieurs lymphonoeuds) drainant le système lymphatique de l'organe infecté (exemple maladie des griffes du chat). Parfois, le pathogène n'est pas détruit par le système immunitaire et le lymphonœud devient centre d'hébergement du pathogène (bactérie, virus, parasite…) comme dans le cas du trypanosome (maladie du sommeil, trypanosomiase, parasitose à trypanosome) qui va rester un certain temps dans les lymphonœuds, avant d’attaquer le cerveau ;
- siège de métastases dans la grande majorité des cancers ;
- cancers du système lymphatique (lymphome) qui se manifestent par la présence d’une polyadénopathie disséminée avec des lymphonœuds, indurés, fixes, et hypertrophiques (> 1 cm) ou autres hémopathies ;
- allergie sévère ;
- maladie systémique.

## Ganglions inversés
Certaines espèces de mammifères comme les porcs, les rhinocéros, les hippopotames et certains cétacés ont des ganglions dits 'inversés' dans lesquels la lymphe afférente transporte les antigènes du centre (ou sont situés les follicules B) vers la périphérie. Les lymphocytes B et T matures sortent du ganglion par sa périphérie directement dans la circulation sanguine générale via des veinules efférentes. Ces différences structurelles ne semblent pas affecter la fonctionnalité des ganglions lymphatiques.